# Alexander Wassiljewitsch Grigorjew

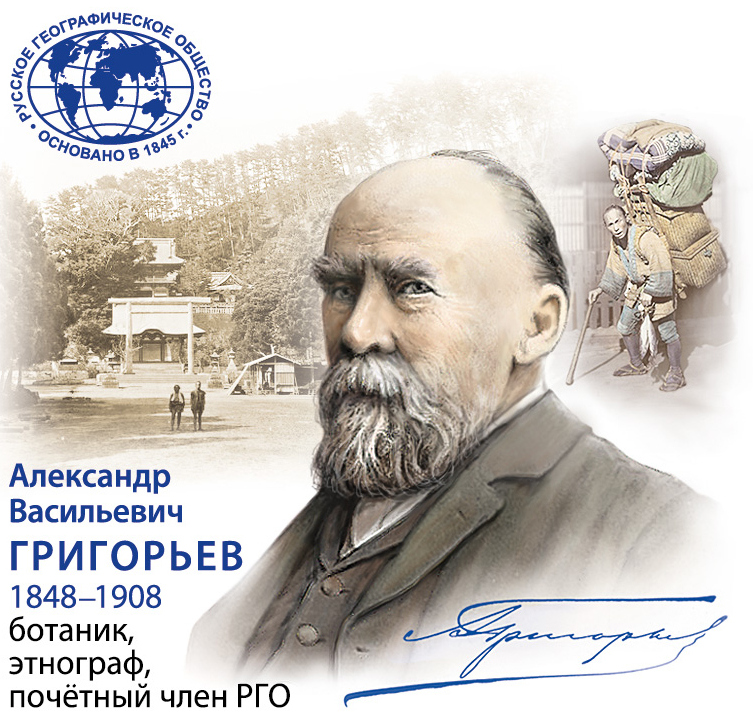
Alexander Wassiljewitsch Grigorjew (1848–1908), Botaniker, Ethnograph, Ehrenmitglied der Russischen Geographischen Gesellschaft (RGO)

Alexander Wassiljewitsch Grigorjew (russisch Александр Васильевич Григорьев, wiss. Transliteration Aleksandr Vasil'evič Grigor'ev, auch Alexander Vasilyevich Grigoriev; geb. 1848; gest. 1908) war ein russischer Ethnograph, Geograf und Botaniker. Er war Sekretär der Russischen Geographischen Gesellschaft und deren Ehrenmitglied.

## Leben
Alexander Wassiljewitsch Grigorjew wurde 1848 geboren. 1866 absolvierte er das 1. St. Petersburger Gymnasium 1870 die Fakultät für Physik und Mathematik der Universität St. Petersburg. Seit 1871 lehrte er Anatomie und Physiologie der Pflanzen am St. Petersburger Praktischen Technischen Institut.
Grigorjew nahm 1876 an der Expedition von Nikolai Wagner zum Weißen Meer teil. 1879 wurde er von der Russischen Geographischen Gesellschaft beauftragt, auf Kosten einer von Alexander Sibirjakow ausgerüsteten Expedition mit dem (nach Adolf Erik Nordenskiöld benannten) Dampfschoner Nordenskiöld, das asiatische Festland von Süden her zu umrunden, um die schwedische Vega-Expedition zu unterstützen. Das Schiff lief jedoch auf der japanischen Insel Hokkaido auf Grund, von der Grigorjew ethnographische Sammlungen mitbrachte. Im Jahr 1883 wurde er zum Sekretär der Russischen Geographischen Gesellschaft ernannt. 1886 besuchte er erneut die Solowezki-Inseln, und 1887 nahm er an einer geografischen Expedition nach Nowaja Semlja teil, wo er naturkundliche Sammlungen vornahm und sie dem Museum der Akademie der Wissenschaften übertrug. 1889 war er einer der Delegierten der Gesellschaft beim vierten geografischen Kongress in Paris.
1890–1892 beteiligte er sich aktiv an Fridtjof Nansens Plänen und versorgte ihn mit Karten der Nordmeere. Sein letztes großes Unterfangen war die Ausrüstung der Tibet-Expedition von G. Ts. Tsybikov (1899–1902) und die Vorbereitung der Veröffentlichung einer Beschreibung dieser Reise mit dem Titel Ein buddhistischer Pilger an den Schreinen Tibets. Aufgrund seines Rücktritts (1903) und seines Todes wurde dieses Werk erst 1918 veröffentlicht.
In seinen letzten Lebensjahren war Grigorjew Mitglied des Russischen Komitees zur Erforschung Zentral- und Ostasiens in historischer, archäologischer, linguistischer und ethnographischer Hinsicht. Als Mitglied des Komitees leistete Grigorjew zusammen mit Wilhelm Radloff, Leo Sternberg, W. L. Kotwitsch wesentliche Beiträge zu den Arbeiten von Bronisław Piłsudski über das Studium der Sachalin-Ainu und Oroken, der Amur-Giljaken, Ultschen und Golden bei.